# Chelis-Maler

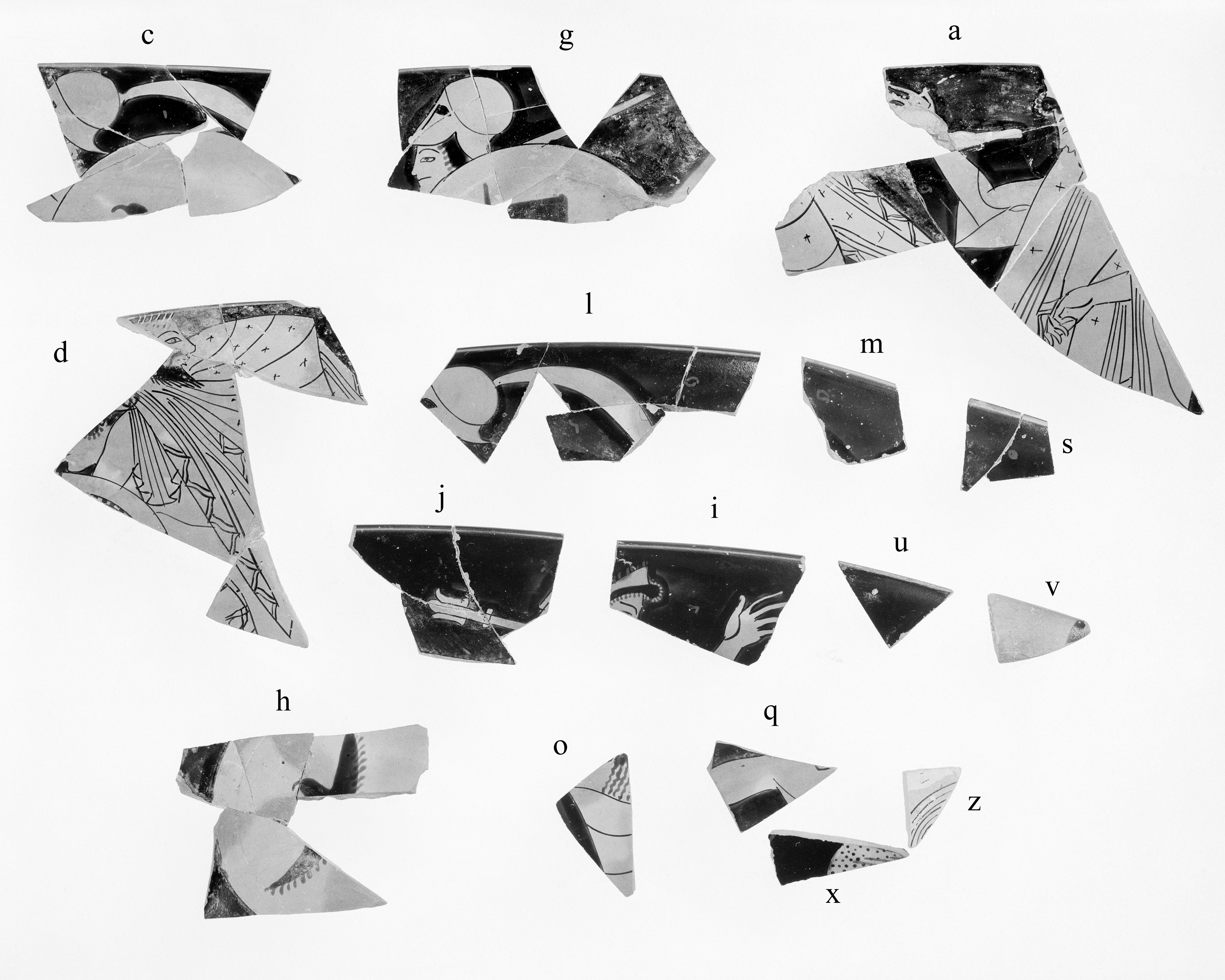
Fragmente einer Schale des Chelis-Malers mit der Darstellung des Untergangs Trojas: Krëusa, der seinen Vater Anchises tragende Aeneas und andere Trojaner, um 500 v. Chr.

Der Chelis-Maler war ein griechischer Vasenmaler, der gegen Ende des 6. Jahrhunderts v. Chr. in Athen tätig war.
Der Chelis-Maler gehörte zu den relativ frühen Malern rotfiguriger Schalen. Seine Schaffenszeit wird etwa in den Zeitraum 530 bis 500 v. Chr. angesetzt. Der Name des Chelis-Malers ist nicht überliefert, weshalb ihn John D. Beazley, der seine künstlerische Handschrift innerhalb des großen überlieferten Korpus antiker bemalter Keramik erkannt und definiert hat, mit einem Notnamen unterscheidbar gemacht hat. Diesen Notnamen erhielt er nach zwei Namenvasen, zwei vom Töpfer Chelis signierten Schalen. Möglicherweise ist der Chelis-Maler mit dem Töpfer Chelis identisch, doch lässt sich das anhand des bisherigen Bestandes an bekannten Werken und Signaturen, die Chelis nie als Maler ausweisen, nicht sagen. Auf einer der beiden Schalen arbeitete er zusammen mit Oltos. Ihm sind darüber hinaus weitere Schalen und Fragmente zugeschrieben worden.
Von Chelis signierte und vom Chelis-Maler verzierte Schalen sind:
- München, Staatliche Antikensammlungen, Inventarnummer 2589[2]
- Neapel, Museo Archeologico Nazionale, Inventarnummer 81329[3]